# Silkeborg Papirfabrik
Silkeborg Papirfabrik er et tidligere industriområde i centrum af Silkeborg, der i dag er ombygget til et kulturområde.
I 1844 sluttede man overenskomst om udnyttelse af vandkraften i Gudenåen og om køb af arealer til opførelse af en papirfabrik. Brødrene Christian og Michael Drewsen ønskede at flytte Danmarks papircentrum fra Strandmøllen ved Mølleåen nord for København til Silkeborg ved Gudenåen. Michael Drewsen var den af brødrene, som kom til at stå for den daglige drift i Silkeborg. Samme år indstiller rentekammeret til kongen, at der oprettes en handelsplads, og den 7. januar 1846 forelå den kongelige resolution hertil.
Efter datidens målestok var den et gigantisk industriprojekt med moderne maskiner, som ved hjælp af vandet fra Gudenåen (Remstrup Å) omdannede gamle klude til det fineste hvide papir. Kvaliteten var så høj, at Nationalbanken i halvtreds år brugte papir fra Silkeborg Papirfabrik til danske pengesedler.
H.C. Andersen var en hyppig gæst hos direktør Drewsen. Forfatteren var dybt fascineret af kludebunkernes forvandling og lod sig inspirere til flere eventyr. Blandt andet Laserne, hvori han lader en dansk og en norsk las diskutere kulturer.
Silkeborg Papirfabrik lukkede i 2000. Bygningerne, der i dag rummer Jysk Musikteater, en biograf, Radisson Blu Hotel Papirfabrikken, flere restauranter, såsom Michael D., spillestedet Kedelhuset m.m.
Op ad kedelbygningen står fabrikkens skorsten, tegnet af arkitekt Anton Rosen, og opført i 1903. Skorstenen var dengang Danmarks højeste. Der er indrettet pejs i bunden af det enorme murstensbyggeri, som i dag er en markant del af loungeområdet i spillestedet Kedelhuset. Også hoteldelen har et kendetegn, nemlig vandtårnet, der rager op i midten af bygningen. Vandtårnet er blevet ombygget til en unik Tårnsuite i to etager med udsigt til Gudenåen.